# Francisco Sarabia, Michoacán de Ocampo
Francisco Sarabia är en ort i Mexiko.   Den ligger i kommunen Jiquilpan och delstaten Michoacán de Ocampo, i den centrala delen av landet, 400 km väster om huvudstaden Mexico City. Francisco Sarabia ligger 1 531 meter över havet och antalet invånare är 2 056.
Terrängen runt Francisco Sarabia är kuperad åt sydväst, men åt nordost är den platt. Runt Francisco Sarabia är det ganska glesbefolkat, med 47 invånare per kvadratkilometer. Närmaste större samhälle är Sahuayo de Morelos, 3,4 km norr om Francisco Sarabia. I omgivningarna runt Francisco Sarabia växer huvudsakligen savannskog.